# 1026

## Narození
- ? – Tostig Godwinson, anglosaský vévoda († 25. září 1066)

## Úmrtí
- 27. února – Jindřich V. Bavorský, bavorský vévoda a lucemburský hrabě (* kolem 960)
- 21. září – Ota Vilém Burgundský, burgundský hrabě (* kolem 958)
- ? – Richard II. Normandský, normandský vévoda (* ?)
- ? – Fridrich II. z Baru, hrabě z Baru a dolnolotrinský vévoda (* ?)
- ? – Adléta z Anjou, bývalá manželka pozdějšího západofranského krále Ludvíka V. (* kolem 947)

## Hlavy států
- České knížectví – Oldřich
- Svatá říše římská – Konrád II.
- Papež – Jan XIX.
- Galicijské království – Alfons II.
- Leonské království – Alfons V. Vznešený
- Navarrské království – Sancho III. Veliký
- Barcelonské hrabství – Berenguer Ramon I. Křivý
- Hrabství toulouské – Guillaume III.
- Burgundské království – Rudolf III.
- Lotrinské vévodství – Fridrich II. Barský – Fridrich III. Barský / Gotzelo I. Dolnolotrinský
- Francouzské království – Robert II. Pobožný
- Anglické království – Knut Veliký
- Dánské království – Knut Veliký
- Norské království – Olaf II. Svatý
- Švédské království – Jakob Anund
- Polské království – Měšek II. Lambert
- Uherské království – Štěpán I. Svatý
- Byzantská říše – Konstantin VIII.
- Kyjevská Rus – Jaroslav Moudrý